# Варзариј де Жос (Бихор)
Варзариј де Жос (рум. Vărzarii de Jos) насеље је у Румунији у округу Бихор у општини Вашкау. Oпштина се налази на надморској висини од 300 m.

## Становништво
Према подацима из 2002. године у насељу је живело 297 становника, од којих су сви румунске националности.